# Besagung
Die Besagung war ein entscheidendes Element der frühneuzeitlichen Hexenprozesse.

## Bedeutung
Die Praxis der Besagung hing eng mit der Vorstellung vom Hexensabbat zusammen, bei dem Hexen nicht als Individuen handelten, sondern als Mitglieder einer großen Verschwörung. Die ihnen zur Last gelegten Übeltaten verdichteten sich immer mehr zu fünf Kerndelikten – Teufelspakt, Teufelsbuhlschaft, Hexenflug, Hexensabbat und Schadenzauber – deren alle Hexen gemeinsam beschuldigt wurden.
Die durch peinliche Befragung bzw. Folter geständigen, derart der Hexerei überführten Frauen und Männer wurden danach gezwungen, andere Hexen zu besagen, d. h. andere Personen als Hexen zu denunzieren, was zu deren Verfolgung und zu weiteren Hexenprozessen führte. 
Nur selten wurde ein Hexenprozess beendet, bevor die angeklagte Person nicht weitere Hexen besagt hatte.